# 和田家文書偽書事件
和田家文書偽書事件（わだけぶんしょぎしょじけん）とは、青森県在住の和田喜八郎が自宅から発見したと称していた、東日流外三郡誌をはじめとする、和田家文書と呼ばれる古史古伝文書をめぐり社会問題になった一連の事件である。

## 概要
青森県五所川原市在住の和田喜八郎の自宅から東日流外三郡誌を初めとする大量の歴史書が「発見」され、それが地方自治体の史書に掲載されたことから注目されるようになった。当初は数百冊ほどとされていたが、大量の書籍が「発見」され、最終的には数千冊にも及んだ。内容は日本書紀を初めとする中央の日本正史の記述にはないものであった。いわく古代津軽地方に大和朝廷から弾圧された民族の文明が栄えていた、という所謂古史古伝といえる内容であった。
この一連の和田家文書の真贋をめぐり、内容は信用できるとする擁護派と否定派による論争が続いたほか、著作権侵害訴訟もあるなど、混迷した。

## 訴訟をめぐる報道
和田に対し別府市在住の歴史愛好家から、和田の著作への写真の盗用と、論文を「和田家文書」へ盗用したとして訴訟が提起された。訴訟は最高裁まで係争になったが、一審から上告審まで写真については「熊野」の写真を「津軽」として盗用したとして40万円（一審は20万円）を支払うよう判決が出されたが、論文については、類似性を認めつつも、著作権侵害か否かについての判断をしなかった。
これに対し、朝日新聞青森地方面1997年10月17日の紙面は「真偽論争に決着」「真偽論争に終止符」と、訴えられていた和田の立場にたった報道をした。それに対し判決内容に沿っていないと原告側が抗議し、1998年3月10日に見出しの全面取消しと、真偽論争は決着したわけではないとの訂正報道をした。
また、共同通信の斎藤泰行が「和田家文書偽書説が覆された」とする記事を配信、東奥日報の斎藤光政は事実無根として誤報であると主張したが、産経新聞を始めとする一部の新聞社に掲載されたこともある。

## 擁護派
真作説を主張する論者および真作説に好意的な論者としては古田武彦、北村泰一、笠谷和比古、平野貞夫、吉原賢二、古賀達也、水野孝夫、棟上寅七、竹下義朗、福永伸三、大下隆司、前田準、上岡龍太郎、飛鳥昭雄、高橋良典、内倉武久、松重楊江、久慈力、竹田侑子、西村俊一、佐治芳彦、上城誠などがあげられる。この中には大学に職を得ている者や著名人、政治家などもいるが、偽書であるという定説をくつがえすに至っていない。

## 類似の事例
戦前の天津教不敬事件（竹内文書の偽作）が有名。ただし当事件においては裁判所が真偽論争に立ち入ることを避けたため、和田家文書偽作説を前提としての当該論文からの剽窃とみられた部分における著作権侵害等の容疑を裁判所が認めず、結果として和田喜八郎が偽作行為によって裁かれることはなかった。天津教不敬事件も同様に偽作が有罪判決の直接の理由とはならなかった、という共通点がある。
東北地方が主な舞台であること、専門家とされる人々がアマチュアのトリックに騙されたこと、捏造された遺跡・遺物が所在地の自治体から支持されていたことなどから、安本美典や斉藤光政は旧石器捏造事件との類似を指摘している。